# Hannah Szenes
Hannah Szenes (ur. 17 lipca 1921 w Budapeszcie, zm. 7 listopada 1944) – węgierska poetka pochodzenia żydowskiego.
Córka pisarza i dziennikarza. Była spadochroniarką przeszkoloną do ratowania Żydów węgierskich, którzy mieli zostać wywiezieni do niemieckiego obozu zagłady w Auschwitz. Szenes została zatrzymana na granicy węgierskiej, a następnie uwięziona i torturowana, jednak nie ujawniła informacji na temat jej misji, za co została osądzona, a następnie rozstrzelana 7 listopada 1944 roku. Dzięki swojej postawie została ogłoszoną narodową bohaterką Izraela, gdzie jej poezja jest powszechnie znana. Zarząd Syjonistycznego ruchu młodzieży Izrael Hatzeira, kibuc i kilka ulic są nazywane jej imieniem.

## Wczesne lata
Hannah Szenes urodziła się w zamożnej i zasymilowanej rodzinie żydowskiej. Jej ojcem był znany pisarz i dziennikarz Béla Szenes (1874–1929), który zmarł, gdy Hannah była jeszcze dzieckiem. Po śmierci ojca Hannah mieszkała z matką Katalin Salzberger i bratem György.
Szenes uczyła się w prywatnej szkole protestanckiej dla dziewcząt, do której uczęszczały również katolickie i żydowskie uczennice. Większość żydowskiej młodzieży musiała płacić trzy razy większe czesne niż pozostali uczniowie, jednak Hannah płaciła tylko dwa razy więcej, ponieważ była uważana za szczególnie uzdolnioną. Niepewna sytuacja Żydów na Węgrzech popchnęła Szenes w kierunku syjonizmu, wstąpiła do węgierskiej Organizacji Syjonistycznej studentów Maccabea.

## Imigracja do Nahalal
Szenes ukończyła naukę w 1939 roku i wyemigrowała do Palestyny, aby studiować w Szkole Rolniczej Dziewcząt w Nahalal. Po ukończeniu dwuletniego kursu w rolnictwie Hannah dołączyła do kibucu Sdot Jam w Cezarei. Jej wybór był motywowany utrzymaniem statusu anonimowości. Nie chciała być znana jako „córka Beli Szenesa”, co prawdopodobnie spowodowałoby, iż dołączyliby ją do jednej z grup, których członkowie kibucu byli głównie pochodzenia węgierskiego. Szenes pracowała w kuchni i pralni w kibucu. Następnie dołączyła do organizacji paramilitarnej Hagana. W 1943 roku urzędnicy Agencji Żydowskiej skierowali Szenes do tajnego projektu wojskowego, którego celem było udzielenie pomocy zagrożonym europejskim Żydom. Zaciągnęła się do armii brytyjskiej, do WAAF (Women's Auxiliary Air Force), czyli żeńskiej służby pomocniczej w RAF i rozpoczęła w Egipcie szkolenie spadochroniarskie w ramach Special Operations Executive (SOE).

## Aresztowanie i tortury
14 marca 1944 roku ona i dwaj towarzysze Joel Palgi i Perec Goldstein zostali zrzuceni do Jugosławii i dołączyli do grupy partyzanckiej. Po wylądowaniu dowiedzieli się, że Niemcy już zajęli Węgry, więc mężczyźni postanowili odwołać misję, ponieważ uznali ją za zbyt niebezpieczną. Szenes kontynuowała jednak misję i skierowała się do granicy węgierskiej. Już po paru godzinach od przekroczenia granicy ona i jej towarzysze zostali aresztowani przez węgierskich żandarmów, którzy znaleźli u nich brytyjski nadajnik wojskowy, używany do komunikowania się z SOE. Hannah została przewieziona do więzienia, obnażona, przywiązana do krzesła, a następnie bita przez trzy dni do tego stopnia, że straciła kilka zębów. Strażnicy chcieli poznać kod do jej nadajnika, aby dowiedzieć się, kim byli spadochroniarze. Przeniesiona do więzienia w Budapeszcie, była wielokrotnie przesłuchiwana i okrutnie torturowana, ale jedyne co ujawniła to swoje imię. Gdy władze węgierskie zdały sobie sprawę, że Szenes nic nie powie, aresztowały jej matkę. Katalin Szenes nie miała pojęcia, że córka opuściła Palestynę, nie mówiąc już o tym, że teraz była na Węgrzech. Początkowo kobieta była w szoku, ponieważ jej córka miała posiniaczone oczy i braki w uzębieniu. Jednak zarówno matka, jak i córka odmówiły współpracy i obie kobiety trafiły do więzienia. We wrześniu 1944 roku Katalin Szenes została nagle zwolniona i natychmiast zaczęła szukać pomocy prawnej dla córki, która będąc obywatelem węgierskim, miała być sądzona jako szpieg.
Podczas pobytu w więzieniu, Szenes używała lustra aby porozumiewać się z żydowskimi więźniami, migała lustrem sygnały z okna, zawierające duże litery w języku hebrajskim, a także rysowała na kurzu Gwiazdę Dawida. Starała się podtrzymać siebie i innych na duchu śpiewając. Przez cały czas pozostawała wierna swojej misji.

## Proces i egzekucja
Szenes była sądzona za zdradę stanu w dniu 28 października 1944 roku. Jej rozprawa była odraczana dwa razy.  Sąd skazał Hannah na śmierć przez rozstrzelanie. Egzekucja odbyła się 7 listopada 1944 roku. Hannah odmówiła założenia opaski na oczy. Umarła mając zaledwie 23 lata. Jej szczątki zostały sprowadzone do Izraela w 1950 roku i pochowane na cmentarzu na Górze Herzla w Jerozolimie. Jej nagrobek został przywieziony do Izraela w listopadzie 2007 roku i umieszczony w Sdot Jam.

## Twórczość artystyczna
Hannah Szenes już od młodych lat zajmowała się poezją. Codziennie pisała swój pamiętnik, który stał się rzetelnym dowodem jej bohaterskich czynów. Szenes pisała go do ostatniego dnia swojego życia. W celi śmierci, gdzie czekała na egzekucję, został odnaleziony wiersz.
Hannah pisała swoje wiersze i piosenki w języku węgierskim i hebrajskim.
Najbardziej znanym z nich jest Halicha le-Kejsarja (hebr. הליכה לקיסריה, "Spacer do Cezarei"), znany jako: Eli, Eli („Boże mój, Boże mój”). Melodię skomponował David Zahavi. 